# Malenowice
Malenowice (cz. Malenovice, niem. Malenowitz) – wieś na Śląsku Cieszyńskim w Czechach, w kraju morawsko-śląskim (powiat Frydek-Mistek).

## Historia
Po raz pierwszy wzmiankowana w 1641. Powstała podczas akcji kolonizacyjnej nowych właścicieli frydeckiego państwa stanowego. 
W 1673 na wzgórzu Borowa w Malenowicach jezuici wybudowali kaplicę misyjną pw. św. Ignacego Loyoli, przy którym w 1785 erygowano samodzielną parafię rzymskokatolicką
Według austriackiego spisu ludności z 1910 roku Malenowice miały 690 mieszkańców, z czego wszyscy byli czeskojęzyczni a w podziale wyznaniowym 623 (90,3%) katolików, 66 (9,6%) ewangelików i 1 (0,1%) kalwinista.